# Stark – The Dark Half
Stark – The Dark Half (im englischen Original: The Dark Half) ist der Titel eines Horror-Romans des Schriftstellers Stephen King. Er bildet den dritten Roman des sogenannten Castle-Rock-Zyklus. Erstveröffentlicht wurde der Roman 1989 durch den Viking-Verlag, die deutsche Übersetzung von Christel Wiemken wurde durch den Verlag Hoffmann & Campe im selben Jahr herausgegeben.

## Inhalt
Der Schriftsteller Thaddeus Beaumont wohnt gemeinsam mit seiner Frau Liz und seinen Zwillingen in Ludlow, zudem unterhalten beide ein gemeinsames Sommerhaus am Ufer des Castle Lake in Castle Rock. Als Schriftsteller kann Thad Beaumont nur mäßigen Erfolg verzeichnen, zumindest was seinen eigenen Namen betrifft. Unter dem Pseudonym George Stark schreibt er blutrünstige Thriller, die sich sehr erfolgreich verkaufen.
Nachdem der junge Student Frederick Clawson hinter das Geheimnis gekommen war, dass Thad Beaumont und George Stark dieselbe Person sind, beschließt Thad, seine Dunkle Hälfte (englisch Dark Half) zu begraben, und offenbart im People Magazine sein Geheimnis. In einer Fotoserie mit einem Grabstein aus Pappmaché lässt Beaumont Stark symbolisch sterben, der Stein selbst trägt die Inschrift: Kein angenehmer Zeitgenosse. Die Veröffentlichung im People führt dazu, dass auch die anderen Romane des Schriftstellers Thaddeus Beaumont zu Bestsellern avancieren.
Wenig später werden während einer Mordserie mehrere Personen getötet, die an der symbolischen Beerdigung des George Stark beteiligt waren. Sheriff Alan Pangborn, der jüngst die Amtsgeschäfte im Regierungsbezirk Castle Rock übernommen hat, verdächtigt Thad kurzzeitig sogar des Mordes an dem Einheimischen Homer Gamache. Schließlich entführt der leibhaftig gewordene George Stark Liz und die Kinder und flüchtet mit ihnen gemeinsam nach Castle Rock, in das Sommerhaus der Beaumonts. Gleichzeitig mit George Stark tauchen immer wieder – immer mehr – Sperlinge am Wohnsitz von Thad in Ludlow auf.
Wenig später trifft der Sheriff an dem Sommerhaus der Familie Beaumont ein. Obwohl er seine Nachforschungen überaus vorsichtig betreibt, kann Stark ihn überwältigen und entwaffnen. Thad trifft am selben Abend vor dem Sommerhaus ein. Sperlinge versperren ihm den Weg, als er jedoch über sie hinwegfahren will, öffnen die Sperlinge eine Gasse, um den Wagen zum Sommerhaus zu lassen. Im Haus trifft Thad die folgenschwere Entscheidung, George Stark in die „Kunst des Schreibens“ einzuführen. Thad weiß, dass er die Sperlinge kontrollieren kann und setzt sie als letzte Waffe gegen George Stark ein, der von den Vögeln getötet und vollständig verspeist wird. Alan Pangborn, Liz, die Kinder und Thaddeus überleben weitestgehend unverletzt. Das Sommerhaus der Familie ist jedoch von den Vögeln fast vollständig zerstört worden.

## Verfilmung
Das Buch wurde im Jahre 1990 durch den Regisseur George A. Romero verfilmt, fand den Weg in die Lichtspielhäuser jedoch erst 1993. Die Rolle des Thaddeus Beaumont/George Stark übernahm Timothy Hutton. Michael Rooker war als Alan Pangborn zu sehen.

## Trivia
- Stephen King hat im dritten Roman des Castle-Rock-Zyklus die Aufdeckung seines eigenen Pseudonyms Richard Bachman (siehe hierzu den Artikel über den Schriftsteller Stephen King) thematisiert und den Roman erneut stark autobiographisch eingefärbt. Zum Zeitpunkt der Aufdeckung wurden viele der Werke Stephen Kings bereits millionenfach aufgelegt, weswegen nach dem Bekanntwerden auch die Richard-Bachman-Bücher in die Bestsellerlisten einstiegen. Ebenso ergeht es dem Schriftsteller Thaddeus Beaumont in dem Roman Stark – The Dark Half, wo der Erfolg zwischen Pseudonym und Schriftsteller jedoch entgegengesetzt verteilt ist.
- Die amerikanische Erstauflage des Romans belief sich auf 1,5 Millionen Exemplare.
- Die Entstehungsgeschichte des Romans ist ein Wirrwarr aus Pseudonymen. 1985, als Bachmans Identität an die Öffentlichkeit drang, hatte dieser beinahe ein Buch namens Machine’s Way vollendet. Mit diesem Titel wollte sich King einen Spaß erlauben: Wie wäre es, ihn als Roman von George Stark zu veröffentlichen, einem Pseudonym von Bachman? Ein Pseudonym eines Pseudonyms, um die Öffentlichkeit komplett zu verwirren? Doch Bachman flog auf, Machine’s Way wurde aufgegeben. Doch King behielt den Namen George Stark und machte ihn kurzum zum Pseudonym von Thad Beaumont. Eines seiner Stark-Bücher heißt Machine’s Way.
- In seiner im Jahre 2000 in deutscher Übersetzung erschienenen Autobiographie The Long Hard Road out of Hell zitiert Gothic-Rock-Musiker Marilyn Manson aus dem Stephen-King-Roman Stark, um das Doppelgänger-Motiv von Thad Beaumont und George Stark heranzuziehen und mit diesem Vergleich sein Pseudonym, das sich aus Namensteilen der beiden Persönlichkeiten Marilyn Monroe und Charles Manson zusammensetzt, tiefergehend zu erklären.[1]

## Verknüpfungen zu anderen Werken
- Das Buch erinnert an Sheriff Bannerman, Vorgänger von Alan Pangborn. Er spielte eine Rolle in der Novelle Die Leiche (aus Frühling, Sommer, Herbst und Tod), jagte einen Frauenmörder in Dead Zone – Das Attentat und wurde in Cujo getötet.
- Erst in Zeitraffer (in Nachts) erfahren wir, dass Alan Pangborns Familie bei einem Autounfall sterben wird.
- Das Schicksal von Thad Beaumont bleibt in diesem Buch offen; doch in In einer kleinen Stadt müssen wir erfahren, dass er wieder zu trinken anfängt und seine Frau ihn verlässt; in Sara schließlich berichtet Mike Noonan von seinem Selbstmord.
- Die Beaumonts leben in Ludlow, wo auch der Friedhof der Kuscheltiere zu finden ist.
- In dem Buch Es hat Beverly Marsh, eine der Hauptpersonen, ebenfalls immer wieder Visionen von riesigen Vogelschwärmen.